# Qualificazioni alla CONCACAF Gold Cup 2000
Sono elencate di seguito le date e i risultati per le qualificazioni al CONCACAF Gold Cup 2000.

## Formula
38 membri CONCACAF: 12 posti disponibili per la fase finale. Stati Uniti (come paese ospitante), Messico (come detentore del titolo), Colombia (in qualità di ospite della manifestazione, affiliata alla CONMEBOL), Perù (in qualità di ospite della manifestazione, affiliata alla CONMEBOL) e Corea del Sud (in qualità di ospite della manifestazione, affiliata all'AFC) sono qualificati direttamente alla fase finale. Rimangono 36 squadre per sette posti disponibili per la fase finale. Le squadre e i posti disponibili sono suddivisi in tre zone di qualificazione ed un girone eliminatorio interzona: Nord America (1 posto), Centro America (2 posti), Caraibi (2 posti), Girone eliminatorio interzona (2 posti).
- Zona Nord America: 1 squadre, accede di diritto al girone eliminatorio interzona.
- Zona Centro America: 6 squadre, partecipano alla Coppa delle nazioni UNCAF 1999, le prime tre classificate si qualificano alla fase finale, la quarta classificata accede al girone eliminatorio interzona.
- Zona Caraibi: 26 squadre, partecipano alla Coppa dei Caraibi 1998, la vincente si qualifica alla fase finale, la seconda classificata accede al girone eliminatorio interzona. 29 squadre, partecipano alla Coppa dei Caraibi 1999, la vincente si qualifica alla fase finale, la seconda classificata accede al girone eliminatorio interzona.
- Girone eliminatorio interzona: 4 squadre, giocano partite di sola andata, le prime due classificate si qualificano alla fase finale.

## Zona Nord America
Canada accede di diritto al girone eliminatorio interzona.

## Zona Centro America
La Coppa delle nazioni UNCAF 1999 mette in palio la qualificazione al torneo: Costa Rica (prima classificata), Guatemala (seconda classificata) e Honduras (terza classificata) si qualificano alla fase finale, El Salvador (quarta classificata) accede al girone eliminatorio interzona.

## Zona Caraibi
La Coppa dei Caraibi 1998 e la Coppa dei Caraibi 1999 mettono in palio la qualificazione al torneo: Giamaica (vincente dell'edizione del 1998) e Trinidad e Tobago (vincente dell'edizione del 1999) si qualificano alla fase finale, Haiti e Cuba accedono al girone eliminatorio interzona.

## Girone eliminatorio interzona
| Los Angeles 6 ottobre 1999 | Canada | 0 – 0 | Cuba | (6.583 spett.) |

| Los Angeles 6 ottobre 1999                                | El Salvador | 1 – 1         | Haiti | (6.583 spett.) |
| \| \| \| \| \| Montes 3’ \| Marcatori \| 80’ Decolines \| |             |               |       |                |
|                                                           |             |               |       |                |
| Montes 3’                                                 | Marcatori   | 80’ Decolines |       |                |

| Los Angeles 8 ottobre 1999                                                | Canada    | 2 – 1         | El Salvador | (6.507 spett.) |
| \| \| \| \| \| 10’ Corazzin 60’ Fletcher \| Marcatori \| Diaz Arce 47’ \| |           |               |             |                |
|                                                                           |           |               |             |                |
| 10’ Corazzin 60’ Fletcher                                                 | Marcatori | Diaz Arce 47’ |             |                |

| Los Angeles 8 ottobre 1999                      | Haiti     | 1 – 0 | Cuba | (6.507 spett.) |
| \| \| \| \| \| Decolines 75’ \| Marcatori \| \| |           |       |      |                |
|                                                 |           |       |      |                |
| Decolines 75’                                   | Marcatori |       |      |                |

| Los Angeles 10 ottobre 1999                                      | Canada    | 2 – 1         | Haiti | (3.605 spett.) |
| \| \| \| \| \| 9’, 43’ Corazzin \| Marcatori \| 48’ Decolines \| |           |               |       |                |
|                                                                  |           |               |       |                |
| 9’, 43’ Corazzin                                                 | Marcatori | 48’ Decolines |       |                |

| Los Angeles 10 ottobre 1999                                                                       | Cuba      | 2 – 1         | El Salvador | (3.605 spett.) |
| \| \| \| \| \| 19’ Bobadilla 75’ Serguey Prado 90’ Andrés Roldán \| Marcatori \| Diaz Arce 63’ \| |           |               |             |                |
|                                                                                                   |           |               |             |                |
| 19’ Bobadilla 75’ Serguey Prado 90’ Andrés Roldán                                                 | Marcatori | Diaz Arce 63’ |             |                |

| Pos | Squadra     | P.ti | G | V | N | P | GF | GS | DR |
| --- | ----------- | ---- | - | - | - | - | -- | -- | -- |
| 1   | Canada      | 7    | 3 | 2 | 1 | 0 | 4  | 2  | +2 |
| 2   | Haiti       | 4    | 3 | 1 | 1 | 1 | 3  | 3  | 0  |
| 3   | Cuba        | 4    | 3 | 1 | 1 | 1 | 3  | 2  | +1 |
| 4   | El Salvador | 1    | 3 | 0 | 1 | 2 | 3  | 6  | -3 |

Canada e Haiti si qualificano alla fase finale.